# نیشکرها

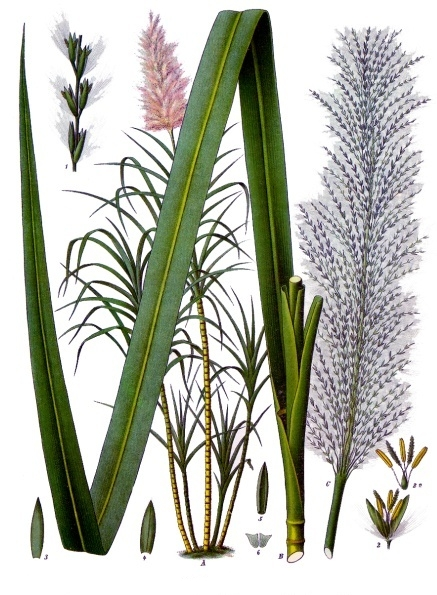
نیشکر خوراکی

نیشکر گونه ای از علف‌های (اغلب دورگه) بلند و چندساله (در سرده نیشکر) است که برای تولید شکر استفاده می‌شود. این گیاهان دارای بلندای ۲ تا ۶ متر با ساقه‌های تنومند، مفصلی و فیبری سرشار از ساکارز هستند. نیشکر متعلق به خانواده علفی گندمیان است که گروهی از گیاهان گل‌دار شامل ذرت، گندم، برنج، ذرت خوشه‌ای و بسیاری از محصولات علوفه‌ای را در بر می‌گیرد. این گیاه بومی مناطق گرم و معتدل و گرمسیری هند، جنوب شرقی آسیا و گینه نو است. نیشکر همچنین برای تولید سوخت زیستی، به ویژه در برزیل، کشت می‌شود، زیرا می‌توان از نی آن به‌طور مستقیم برای تولید اتیل الکل (اتانول) استفاده کرد.
نیشکر که در مناطق گرمسیری و نیمه گرمسیری رشد می‌کند، بزرگ‌ترین محصول جهان از نظر مقدار تولید است. در سال ۲۰۲۰ در مجموع ۱٫۹ میلیارد تن نیشکر در جهان تولید شد که برزیل با ۴۰ درصد از تولید کل جهان، رتبه اول را به خود اختصاص داد. نیشکر منبع تولید ۷۹ درصد از شکر تولید شده در سطح جهان را تشکیل می‌دهد (بقیه بیشتر از چغندر قند تهیه می‌شود). حدود ۷۰ درصد قند تولید شده از نیشکر خوراکی و گونه‌های دورگه آن به دست می‌آید. همه گونه‌های نیشکر می‌توانند با هم آمیخته شوند و ارقام تجاری اصلی دورگه پیچیده تولید کنند.
ساکارز (شکر سفره) از نیشکر در کارخانه‌های آسیاب تخصصی استخراج می‌شود. این ماده مستقیماً در شیرینی‌سازی برای شیرین کردن نوشیدنی‌ها، به‌عنوان نگهدارنده در مرباها و کنسروها، به‌عنوان تزئینی برای کیک و شیرینی‌پزی، به‌عنوان ماده خام در صنایع غذایی یا تخمیر برای تولید اتانول استفاده می‌شود. محصولات حاصل از تخمیر شکر عبارتند از: فالرنوم، رام و کاشاسا. در برخی مناطق، مردم از نی نیشکر برای ساخت قلم، حصیر، پرده و کاهگل استفاده می‌کنند. گل‍آذین جوان و گشادنشده گونه‌ای از آن به روش‌های مختلف به صورت خام، بخارپز یا برشته در جنوب شرقی آسیا، مانند جوامع جزیره‌ای در اندونزی و همچنین در کشورهای اقیانوسی مانند فیجی تهیه و مصرف می‌شود.
نیشکر محصول باستانی مردم آسترونزیایی و پاپوآیی بود. سپس در دوران ماقبل تاریخ از طریق ملوانان آسترونزیایی به پلی‌نزی، ملانزی و ماداگاسکار معرفی شد. همچنین در حدود ۱۲۰۰ تا ۱۰۰۰ سال قبل از میلاد توسط بازرگانان استرالیایی به جنوب چین و هند معرفی شد. ایرانی‌ها و یونانی‌ها بین قرن‌های ششم و چهارم قبل از میلاد با «نی‌هایی که بدون زنبور، عسل تولید می‌کنند» در هند مواجه شدند. آن‌ها کشاورزی نیشکر را پذیرفتند و سپس گسترش دادند. بازرگانان از هند شروع به تجارت شکر کردند که ادویه‌ای مجلل و گران‌قیمت محسوب می‌شد. در قرن هجدهم، مزارع نیشکر در کشورهای جزایر کارائیب، آمریکای جنوبی، اقیانوس هند و اقیانوس آرام شروع به کار کرد. نیاز به کارگران محصولات شکر یکی از محرک‌های اصلی مهاجرت‌های بزرگ شد، برخی افراد داوطلبانه کارگری قراردادی را پذیرفتند و برخی دیگر به اجبار به عنوان برده وارد شدند.

## تولید
| تولید نیشکر – ۲۰۲۰             | تولید نیشکر – ۲۰۲۰ |
| کشور                           | (میلیون تن)        |
| ------------------------------ | ------------------ |
| برزیل                          | ۷۵۷٫۱              |
| هند                            | ۳۷۰٫۵              |
| چین                            | ۱۰۸٫۱              |
| پاکستان                        | ۸۱٫۰               |
| تایلند                         | ۷۵٫۰               |
| مکزیک                          | ۵۴٫۰               |
| ایالات متحده آمریکا            | ۳۲٫۷               |
| استرالیا                       | ۳۰٫۳               |
| جهان                           | ۱٬۸۶۹٫۷            |
| منبع: FAOSTAT، سازمان ملل متحد |                    |

در سال ۲۰۲۰، تولید جهانی نیشکر ۱٫۸۷ میلیارد تن بود، که برزیل ۴۰ درصد از تولید کل جهان را به خود اختصاص داده بود و هند با ۲۰ درصد و چین با ۶ درصد در رده‌های بعدی قرار داشت (جدول).